# یخمک
یخمک (به انگلیسی: Freezie) که برخی به آن نوشمک (به انگلیسی: Freezer Pop) هم می‌گویند، در واقع یک دسر از خانواده بستنی یخی و آلاسکا محسوب می‌شود. این دسر خوش‌رنگ و خوشمزه طرفداران زیادی دارد.
نوشمک معمولاً با میوه‌هایی مانند لیمو، پرتقال، لیموترش، گریپ فروت، تمشک، آناناس، گیلاس، شلیل، توت فرنگی، هندوانه، انگور و… تهیه می‌شوند و برای همین تنوع طعم زیادی دارند.
متأسفانه یخمک های صنعتی و کارخانه‌ای معمولاً از رنگ‌های مصنوعی استفاده می‌شود که برای سلامتی مناسب نیست. به همین دلیل خیلی‌ها ترجیح می‌دهند این خوراکی را خودشان در خانه درست کنند. یخمک قبل از استفاده باید به مدت چند ساعت درون فریزر قرار گرفته، تا به صورت منجمد مصرف گردد. آلاسکا نیز یک نوع یخمک می‌باشد که در قالب‌های آماده خانگی در یخچال تولید می‌شود.